# Hypselobarbus dubius
Hypselobarbus dubius är en fiskart som först beskrevs av Day, 1867.  Hypselobarbus dubius ingår i släktet Hypselobarbus och familjen karpfiskar. IUCN kategoriserar arten globalt som starkt hotad. Inga underarter finns listade i Catalogue of Life.